# Jeladim tovim
Jeladim tovim (ילדים טובים, tj. Dobří chlapci) je izraelský hraný film z roku 2005, který režíroval Jair Hochner podle vlastního scénáře. Film zachycuje prostředí prostituce v Tel Avivu.

## Děj
Meni si vydělává jako prostitut, který je pro zákazníky k dispozici na telefonu. Jednou večer v baru se dá do řeči s Talem, který je také prostitut. Stráví spolu následující noc u Tala v bytě a zdá se, že se mezi nimi rozvinul důvěrnější vztah, který nikdy předtím nepoznali. Slíbí si, že se znovu potkají. Meni se vrací do svého bytu, kde najde u dveří narkomanku Niku, se kterou má dítě, ač je gay. Ta se také živí prostitucí, právě nemá kde bydlet a chce, aby se Meni o jejich dítě postaral. Meni by se chtěl opět vidět s Talem, ale nemůže ho sehnat. Kamarád Eran mu poradí, ať projde noční kluby a diskotéky. S Talem se ovšem minou, protože ten se na diskotéce seznámil s Liorem a odejde s ním domů. Ukáže se, že Lior je policista, který Tala surově znásilní. Tal ho v sebeobraně zabije a uteče. Jde k Menimu, ale v bytě nikdo není. Meni totiž mezitím se svou dcerou a Eranem procházejí nočním městem a hledají Miku. Ta ale odmítne odejít z nevěstince. O vnučku se nechce postarat ani matka Miky. Meni a Eran pak nad ránem pozorují východ slunce nad městem.

## Obsazení
| Daniel Efrat   | Meni   |
| Juval Raz      | Tal    |
| Gila Goldstein | Grace  |
| Nili Tserruja  | Mika   |
| Ori Urian      | Eran   |
| Tomer Ilan     | Lior   |
| Benny Eldar    | Daniel |
| Ejal Harel     | Šlomo  |